# Песьяне (Білозерський район)
Песья́не (рос. Песьяное) — присілок у складі Білозерського району Курганської області, Росія. Входить до складу Новодостоваловської сільської ради.
Населення — 22 особи (2010, 41 у 2002).